# ولادیمیر گربنینیکوف
ولادیمیر گربنینیکوف (انگلیسی: Vladimir Grebennikov; ۲۲ اوت ۱۹۳۲ – ۲۰ دسامبر ۱۹۹۲) بازیکن هاکی روی یخ اهل اتحاد جماهیر شوروی سوسیالیستی بود.